# Koninklijke Prijs voor Vrije Schilderkunst
De Koninklijke Prijs voor Vrije Schilderkunst, tot 2003 Koninklijke Subsidie voor Vrije Schilderkunst, wordt jaarlijks door de Nederlandse koning(in) uitgereikt. Het is een aanmoedigingsprijs die door koning Willem III in 1871 werd ingesteld. Koning Willem III schonk geld aan de Franse Opera. Toen de gemeente Den Haag de subsidie voor de opera stopzette, besloot Willem III zijn bijdrage van 20.000 gulden ook terug te trekken. Hij stelde de Prijs voor de Vrije Schilderkunst in en gaf dat bedrag voortaan aan jonge, veelbelovende schilders. Kunstenaars tot 35 jaar mogen meedingen naar de prijs. Om meer aandacht te genereren voor de winnende kunstenaars, is het aantal winnaars vanaf 2018 teruggebracht van vier naar drie kunstenaars en werd het prijzengeld verhoogd van 6.500 naar 9.000 euro per winnaar.
Koningin Emma, koningin Wilhelmina, koningin Juliana, koningin Beatrix en koning Willem-Alexander hebben deze traditie voortgezet. Sinds 1980 vindt de uitreiking plaats in de Burgerzaal in het Paleis op de Dam, waar dan ook een tentoonstelling is van het werk van de genomineerden. Vanwege de verbouwing van het paleis hebben de uitreiking en de tentoonstelling van 2001 t/m 2008 plaatsgevonden in het Gemeentemuseum Den Haag.
In 1996 werd het 125-jarig bestaan van de subsidie, die toen 5.000 euro bedroeg, gevierd met een overzichtstentoonstelling waarbij van iedere kunstenaar één werkstuk mocht hangen.

## Winnaars
- 1871: Louis Apol, Albert Neuhuys, Hendrik Valkenburg
- 1872: Albert Neuhuys
- 1873: Albert Neuhuys, Willem Cornelis Rip
- 1874: Louis Apol
- 1878: Herman Wolbers, Alexander Liernur
- 1879: Herman Wolbers, Gesine Vester
- 1880: Lion Schulman, Herman Wolbers
- 1881: Carel Dake, Ferdinand Oldewelt, Gesine Vester
- 1882: Frederik Nachtweh, Clara Bruins, Gesine Vester
- 1883: Willem de Zwart, Frederik Nachtweh, Clara Bruins, Bertha Valkenburg
- 1885: Marius Bauer, Suze Robertson, Bertha Valkenburg
- 1886: Marius Bauer, Titus van der Laars
- 1887: Johannes Akkeringa, Jan Toorop, Jan Voerman
- 1890: Henri Goovaerts (het zgn. 'Emmageld': een door koningin-regentes Emma ingestelde eenmalige koninklijke subsidie
- 1891: Harm Ellens
- 1892: Marie de Roode-Heijermans
- 1893: Marie de Roode-Heijermans
- 1894: Marie de Roode-Heijermans
- 1896: Floris Arntzenius
- 1897: Adriaan de la Rivière
- 1898: Hendrik Jan Wolter
- 1899: Hendrik Jan Wolter
- 1902: Lammert van der Tonge
- 1903: Louise Alice Andrine van Blommestein, Engelina Helena Schlette
- 1904: Louise Alice Andrine van Blommestein, Jan Sluijters, Cornelis Vreedenburgh, Johannes Embrosius van de Wetering de Rooij
- 1905: Jan van Vucht Tijssen, Johannes Embrosius van de Wetering de Rooij
- 1906: Bertha Bake, Wilhelmina Drupsteen, Jan Poortenaar, Jan van Vucht Tijssen, Johannes Embrosius van de Wetering de Rooij
- 1907: Piet van der Hem, Jan van Vucht Tijssen
- 1908: Alida Dijkman, Cornelis Jan Mension, Gustaaf van Nifterik, Freek Jbzn Engel, Chris Hammes
- 1909: Gerard Baksteen, Freek Jbzn Engel, Chris Hammes
- 1910: Gerard Baksteen, Freek Jbzn Engel, Cornelis Jan Mension, Abraham Segaar, Chris Hammes
- 1911: Gerard Baksteen, Abraham Segaar, Jan Wittenberg
- 1912: Gerard Baksteen, Abraham Segaar, Herman Vreedenburgh, Jan Wittenberg
- 1913: Herman Vreedenburgh, Jan Wittenberg
- 1914: Gerrit van Duffelen, Willem Frederik Noordijk
- 1915: Gerrit van Duffelen, Dé Ruys-Tydeman, Willem Witjens
- 1916: Léonie Bander, Gerrit van Duffelen, Dé Ruys-Tydeman, Willem Witjens
- 1917: Johannes Elsinga, Dé Ruys-Tydeman, Willem Witjens
- 1918: Johannes Elsinga
- 1919: Johannes Elsinga, Lambert Jansen
- 1920: Charles Eyck
- 1921: Pieter den Besten
- 1922: Pieter den Besten, Aart Glansdorp
- 1923: Pieter den Besten, Teun Bakker, Aart Glansdorp, Ernst van Leyden
- 1924: Teun Bakker, Aart Glansdorp
- 1925: Teun Bakker
- 1926: Teun Bakker, Henri C. Mac-Lean, Sierk Schröder
- 1927: Johannes Cornelis Roelandse, Alex Rosemeier, Sierk Schröder
- 1928: Willem van Dort, Johannes Cornelis Roelandse, Alex Rosemeier, Sierk Schröder
- 1929: Willem van Dort
- 1930: Wim Vaarzon Morel, Sierk Schröder, Arnold Smith, Willem van Dort, Jos Rovers, Louis Schutte, Han van der Kop, Henricus Rol, Gerrit Neven, Han Hulsbergen, Gé Röling
- 1931: Adriaan Bakermans, Marian Gobius
- 1932: Adriaan Bakermans, Piet van Boxel, Willem Brinkman, Stien Eelsingh, Marian Gobius, Jan Rijlaarsdam
- 1933: Willem Brinkman, Max van Dam, Stien Eelsingh, Marian Gobius
- 1934: Félicien Bobeldijk, Max van Dam, Stien Eelsingh, Arnold Smith
- 1935: Max van Dam, Frits Giltay, Rinus van der Neut
- 1936: Karl Jakob van Beekum, Max van Dam, Ad Kikkert
- 1937: Max van Dam, Pieter Fraterman, Rien Glansdorp, Hans Timmer, Daan Wildschut
- 1938: Rien Glansdorp, Daan Wildschut
- 1939: Rien Glansdorp, Johan Barthold Jongkind, Wim van de Plas, Daan Wildschut
- 1940: Hugo Brouwer, Wim van de Plas, Joop Stierhout
- 1947: Pieter Defesche, Jef Diederen, Chris van Geel (II), Jan Groenestein, Frans Wiegers, Nicolaas Wijnberg
- 1948: Hermanus Berserik, Jef Diederen, Theo Kroeze, Ger Lataster, Frans Wiegers
- 1949: Hermanus Berserik, Elizabeth de Boer, Jef Diederen, Ger Lataster, Frans Nols
- 1950: Elizabeth de Boer, Nora van der Flier, Cootje Horst-van Mourik Broekman, Frans Nols, Max Reneman, Dirk Trap
- 1951: Henk Bies, Dirk Breed, Mia Jongmans, Jacob Kuyper, Dirk Trap, Jan Jaap Vegter
- 1952: Rudi Bierman, Arie Kater, Harry op de Laak, Frans Nols, Pierre van Soest
- 1953: Jaap Ploos van Amstel, Max Reneman, Pierre van Soest, Marijke Stultiens-Thunnissen, Gerrit Veenhuizen, Co Westerik
- 1954: Geery de Bakker, Hans Engelman, Kees Franse, Jaap Ploos van Amstel, Wim Strijbosch, Marijke Stultiens-Thunnissen, Co Westerik
- 1955: Lei Molin, Ko Oosterkerk, Hans Truijen, Aat Veldhoen, Louis Visser, Toon Wegner
- 1956: Jacques Frenken, Hens de Jong, Lei Molin, Jan Sierhuis, Marijke Stultiens-Thunnissen
- 1957: Jaap Hillenius, Han Mes, Ko Oosterkerk, Ton Orth, Willy den Ouden, Aat Veldhoen
- 1958: Gerard van den Eerenbeemt, Pieter Engels, Ton Frenken, Jaap Hillenius, Trees Suringh, Auke de Vries
- 1959: Gerard van den Eerenbeemt, Arie van Houwelingen, Steven Kwint, Guillaume Lo-A-Njoe, Annemiek Rutten, Lukas Smits
- 1960: Henk Dorré, Willem Kloppers, Han Mes, Ton Orth, Gerard Verdijk, Aat Verhoog
- 1961: Peter Jansen, Willem Kloppers, Han Mes, Jacques Slegers, Jan Willem Smeets
- 1962: Han Mes, Wim Moerenhout, Ton Orth, Jan Roeland, Lukas Smits
- 1963: Pat Andrea, Gustave Asselbergs, Hans Hamers, Ton Klop, Joop van Meel
- 1964: Jan Dibbets, Jaap van der Pol, Jacques Slegers
- 1965: Peter Jansen, Ton Klop, Jaap van der Pol, Henk Westein
- 1966: Frits Calon, Ton Klop, Theo Schuurman, Henk Westein
- 1967: Mareike Geys, Henk Huig, Evert Maliangkay, Wim Moerenhout, Rudi van de Wint, Jacob Zekveld, Siet Zuyderland
- 1968: Mareike Geys, Age Klink, Aat Veldhoen, Jacob Zekveld
- 1969: Walter Nobbe, Kees Spermon, Rudi van de Wint, Wladimir Zwaagstra, Piet Zwaanswijk, Siet Zuyderland, Wim Moerenhout
- 1970: Mareike Geys, Cécile Hessels, Kees Spermon, Jacob Zekveld, Piet Zwaanswijk, Siet Zuyderland
- 1971: Pat Andrea, Peter Blokhuis, Gèr Boosten, Marijke Geys, Rudi van de Wint, Piet Zwaanswijk
- 1972: Arie van Geest, Marijke Geys, Dick Gorter, Gerard van Zon
- 1973: Jules Bekker, Annemarie Fischer, Arie van Geest, Dick Gorter, Burgert Konijnendijk, Nelleke Montfoort, Flip Rutten
- 1974: Hans Boer (1953), Arie van Geest, Dick Gorter, Burgert Konijnendijk, Peter Leeuwen, Johan van Oord
- 1975: Hans Boer (1953), Hedy Gubbels, Burgert Konijnendijk, J.F.B. Stuurman, Peter Thijs
- 1976: Hans Boer (1953), Hedy Gubbels, Burgert Konijnendijk, J.F.B. Stuurman, Peter Thijs

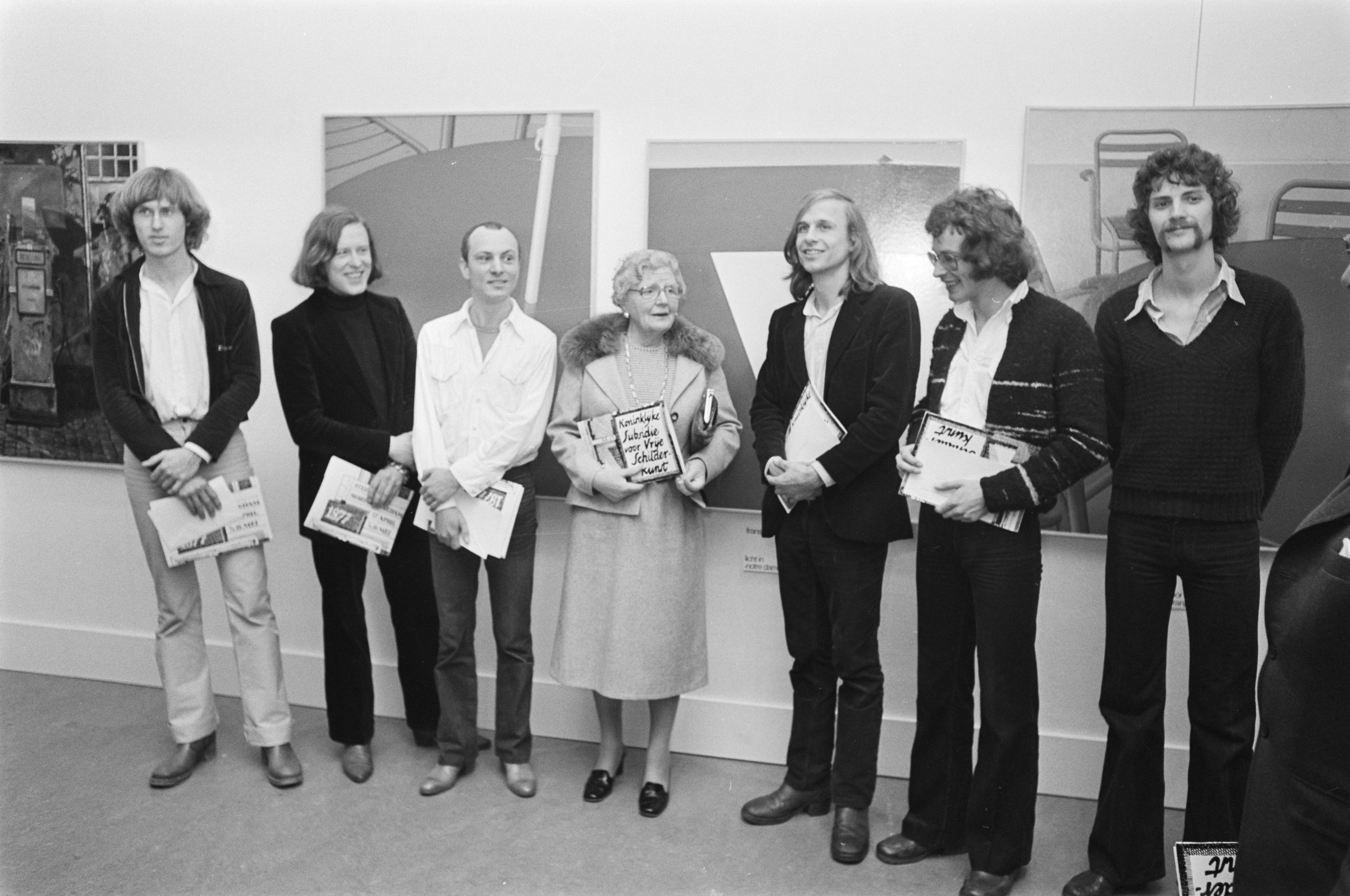
Juliana met de laureaten (1977)

- 1977: Gerard Hendriks, John van 't Slot, Peter Thijs, Frans van Veen, Albert Verkade, Hans van Wingerden
- 1978: Nic Blans (jr.), Cees Bouw, Roland Sohier, Toon Teeken, Elizabeth de Vaal, Willem van Veldhuizen
- 1979: Alumet, Inge van Haastert, Sjef Henderickx, Egidius Knops, Pieter Mol, Marc Volger
- 1980: Hedy Gubbels, Eugène Jongerius, Henk Metselaar, Sonia Rijnhout, Tiny van der Sar
- 1981: Ernst Blok, Ansuya Blom, Jan Commandeur, Peter Kenniphaas, Emo Verkerk, Henk van Woerden
- 1982: Arja van den Berg, Jos Boomkamp, Joris Geurts, Kees de Goede, Maarten Ploeg, Nies Vooijs
- 1983: Fredie Beckmans, Peter Klashorst, Jos van Merendonk, Helma Pantus, Marien Schouten, Han Schuil
- 1984: Bettie van Haaster, Frank Hutchison, Guus Koenraads, Erik Pott, Conrad van de Ven, Willem van Weelden

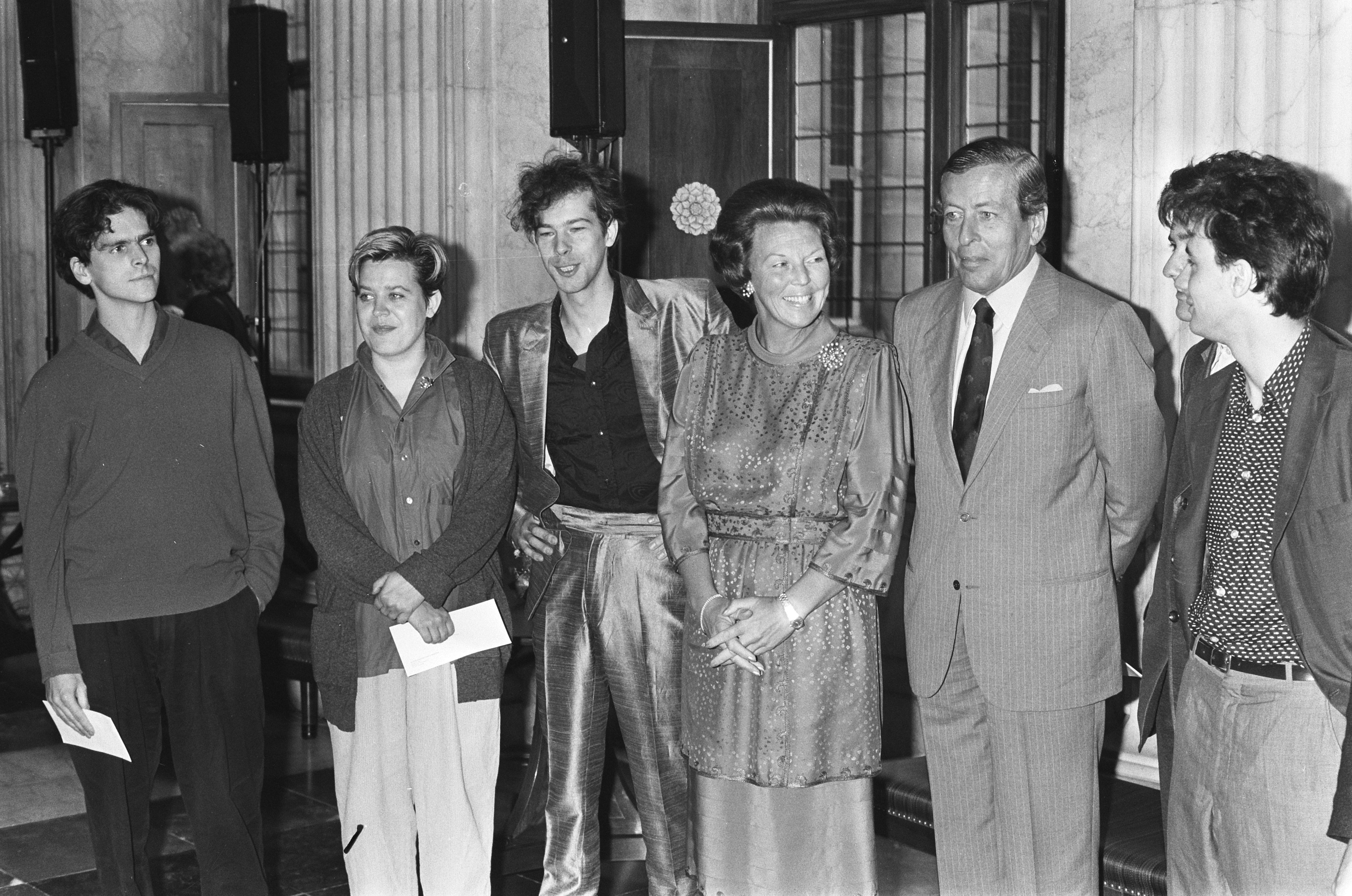
Beatrix met de laureaten (1985)

- 1985: Ellen van Eldik, Manel Esparbé Gasca, Reggy Gunn, Berend Hoekstra, Lex van Lith, Kees Versloot
- 1986: Steven Aalders, Jan van den Dobbelsteen, Bart Domburg, Michiel Duvekot, Diederick van Kleef, Gerard Kodde
- 1987: Hans Ensink op Kemna, Hewald Jongenelis, Jacqueline Peeters, Lauran Schijvens, Marianne Theunissen, Klaasje Vroon
- 1988: Siert Dallinga, Nour-Eddine Jarram, Karenina de Jonge, Ton Kraayeveld, Bob Negrijn,   Maaike Vonk
- 1989: Suzan Drummen, Mirjam Hagoort, Marja van der Heiden, Benoît Hermans, Hein Jacobs (1957), Wim Konings
- 1990: Britta Huttenlocher, Wjm Kok, Jan van der Ploeg, Fred Ros, Paul Vos de Wael
- 1991: Tjong Ang, Ton Boelhouwer, Jacqueline Böse, Noëlle von Eugen, Kiki Lamers, Robert Suermondt
- 1992: Wim Bosch, Sarianne Breuker, Hans Broek, Allard Budding, Janpeter Muilwijk, Rinke Nijburg
- 1993: Richard Brouwer, Pierre Cops, Rens Janssen, Michael Raedecker, Wouter van Riessen, HW Werther (1960, vrouw)
- 1994: Irina Balen, Hannah van Bart, Koen Ebeling Koning, Gijs Frieling, Elsa Hartjesveld, Rob Verf
- 1995: Noud van Dun, Maarten Janssen, Carla Klein, Paul Nassenstein, Danne van Schoonhoven, Machiel van Soest
- 1996: Annemiek de Beer, Norbert Grunschel, Bas Meerman, Rik Meijers, Dino Ruissen, Ellen Zwarteveen
- 1997: Frank Lenferink, Paul Nassenstein, Dieuwke Spaans, Serge Verheugen
- 1998: Arthur den Boer, Mattijs van den Bosch, Natasja Kensmil, Dieuwke Spaans
- 1999: Robbert-Jan Gijzen, Frederika Hasselaar, Joris van der Horst, Gé-Karel van der Sterren
- 2000: Henk Jonker, Fahrettin Örenli, Bas Zoontjens, Ina van Zyl

Uitgereikt in het Gemeentemuseum Den Haag:
- 2001: Peter Brenner, Sara van der Heide, Rezi van Lankveld, Marcelino Stuhmer
- 2002: Lise Haller Baggesen, Raaf van der Sman, Esther Tielemans, Chantal Veerman
- 2003: Antoine Adamowicz, Wafae Ahalouch el Keriasti, Sander van Deurzen, Thomas Raat
- 2004: Thomas Raat, Marjolein Rothman, Peter Vos, Barbara Wijnveld
- 2005: Mariëlle Buitendijk, Melissa Gordon, Aukje Koks, William Monk
- 2006: Antoine Berghs, Wouter Kalis, Lucy Stein, Anneke Wilbrink
- 2007: Pascal van der Graaf, Simon Hemmer, Malin Persoon, Marjolijn de Wit
- 2008: Alex Jacobs, Sebastiaan Verhees, Helen Verhoeven, Bas de Wit

Uitgereikt in Paleis op de Dam:
- 2009: Marie Aly, Esiri Erheriene-Essi, Hans Hoekstra, Carien Yatsiv
- 2010: Moran Fisher, Carl Johan Högberg , Jenny Lindblom, Kim van Norren
- 2011: Marie Civikov, Omar Koubâa, Katja Mater, Navid Nuur
- 2012: Frank Ammerlaan, Jasper Hagenaar, Keetje Mans, Evi Vingerling
- 2013: Wieteke Heldens, Marijn van Kreij, Philipp Kremer, Jorn van Leeuwen
- 2014: Niels Broszat, Koen Doodeman, Bob Eikelboom, Jessica Skowroneck
- 2015: Rabi Koria, Joost Krijnen, Lennart Lahuis, Jouni Toni
- 2016: Bart Kok, Mike Pratt, Tanja Ritterbex, Sam Samiee
- 2017: Vera Gulikers, Niek Hendrix, Janine van Oene, Suzie van Staaveren
- 2018: Raquel van Haver, Neo Matloga, Sam Hersbach
- 2019: Leo Arnold, Cian-Yu Bai, Machteld Rullens
- 2020: Janne Schipper, Charlott Weise, Dan Zhu
- 2021: Rinelle Alfonso, Philipp Gufler, Hend Samir
- 2022: Eva Spierenburg, Kenneth Aidoo en Iriée Zamblé
- 2023: Bobbi Essers, Ricardo van Eyk en Thierry Oussou
- 2024: Faria van Creij- Callender, Shivangi Kalra en Tobias Thaens
- 2025: Taqwa Ali, Lieve Hakkers en Eniwaye Oluwaseyi

### Jaartal onbekend
- Harry Antheunis
- Ad Beekmans
- Theo Beerendonk
- Martin Bertels
- Gerrit Willem van Blaaderen (ca. 1902-1906)
- Jan Bleijs
- George Breitner (voor 1892)
- Dirk Bus tweemaal
- Joop Coenders
- Willem van Dort (sr.) (ca. 1900)
- Johan Eshuis (tussen 1925-1930)
- Rob Franken
- Piet Franz
- Jan Goedhart driemaal
- Flip Hamers
- Hendrik Haverman voor 1892
- Bart van Hove (beeldhouwer) (ca.  1874), door Prins Hendrik uitgereikt
- Jan Hendrik Hoowij viermaal
- Pieter de Josselin de Jong
- Jan van Keulen
- Han van der Kop
- Harry Kuyten
- Jan Olyslager
- Jos Rovers
- Piet Schipperus, door koning Willem III uitgereikt
- Hobbe Smith
- Harrie Verburg
- Paul Vos de Wael
- Ype Wenning
- Jan Hillebrand Wijsmuller (ca. 1877)
- Hendrik Jan Wolter
- Gerrit Nicolaas Woudt driemaal
- Abraham van der Zee driemaal
- Jacob Abraham Zon driemaal

### Publieksprijs
- 1981: Jos Hameleers
- 1982: Jos Hameleers
- 1997: Paul Smit
- 1998: Patricia Spoelder
- 2001: Sara van der Heide
- 2005: Simon Schrikker
- 2006: Anneke Wilbrink
- 2007: Lilian Kreutzberger
- 2009: Maarten Overdijk
- 2010: Frank Peeters
- 2011: Hugo Tieleman
- 2012: Jasper Hagenaar
- 2013: Hugo Tieleman
- 2014: Hugo Tieleman

## Trivia
- Jaarlijks vindt in het Paleis op de Dam ook de uitreiking plaats van de Zilveren Anjer en de Prins Claus Prijs.